# Strongygaster australasiae
Strongygaster australasiae là một loài ruồi trong họ Tachinidae.